# Lingua jatvingica
Lo jatvingico (conosciuto anche come sudoviano) era una lingua baltica occidentale nell'Europa nordorientale. Strettamente imparentato con l'antico prussiano, veniva parlato a sud-ovest del fiume Nemunas, in Galindia ed in Sudovia, territori più tardi conosciuti come Prussia orientale e Lituania sudoccidentale. La Sudovia e la Galindia erano due delle dodici originali terre prussiane. Anche se non rappresentavano due lingue separate, sudovico e jatvingico si differenziavano come dialetti già nel X secolo, ed è stato documentato negli scritti. Era una lingua sia molto arcaica, sia molto influenzata dalle lingue germaniche, come tutti gli altri dialetti baltici (come si deriva dal prestito germanico, virdan, "parola", che preserva la desinenza di genere neutro -an, assente dal lettone e dal lituano).
I distretti prussiani meridionali di Sudovia e Galindia vennero parzialmente sopraffatti e conquistati dagli slavi intorno alle odierne Białystok e Suwałki nella Polonia nordorientale, e vicino a Hrodna (in precedenza Grodno) in Bielorussia. Alcuni elementi delle parlate baltiche si possono trovare ancora in Bielorussia ed in Ucraina, a causa del ristabilimento dei rifugiati e dei prigionieri dalla Prussia.